# Aigrefeuille (Haute-Garonne)
Pour les articles homonymes, voir Aigrefeuille.
Aigrefeuille (Crefuèlha en occitan) est une commune française située dans le nord-est du département de la Haute-Garonne, en région Occitanie. Sur le plan historique et culturel, la commune fait partie du Lauragais, l'ancien « Pays de Cocagne », lié à la fois à la culture du pastel et à l’abondance des productions, et de « grenier à blé du Languedoc ».
Exposée à un climat océanique altéré, elle est drainée par la Saune, le ruisseau de Saint-Julia et par divers autres petits cours d'eau. La commune possède un patrimoine naturel remarquable composé d'une zone naturelle d'intérêt écologique, faunistique et floristique.
Aigrefeuille est une commune urbaine qui compte 1 326 habitants en 2022, après avoir connu une forte hausse de la population depuis 1975. Elle fait partie de l'aire d'attraction de Toulouse. Ses habitants sont appelés les Aigrefeuillois ou  Aigrefeuilloises.

## Géographie

### Localisation
La commune d'Aigrefeuille se trouve dans le département de la Haute-Garonne, en région Occitanie.
Cette commune de l'aire d'attraction de Toulouse est située aux portes du Lauragais, à 13 km à l'est de Toulouse.
Sur le plan historique et culturel, Aigrefeuille fait partie du pays toulousain, une ceinture de plaines fertiles entrecoupées de bosquets d'arbres, aux molles collines semées de fermes en briques roses, inéluctablement grignotée par l'urbanisme des banlieues.
Elle se situe à 13 km à vol d'oiseau de Toulouse, préfecture du département, et à 6 km d'Escalquens, du canton d'Escalquens dont dépend la commune depuis 2015 pour les élections départementales. La commune fait en outre partie du bassin de vie de Toulouse.
Les communes les plus proches sont : 
Lauzerville (2,4 km), Saint-Pierre-de-Lages (2,8 km), Sainte-Foy-d'Aigrefeuille (3,1 km), Drémil-Lafage (3,4 km), Auzielle (3,5 km), Flourens (3,8 km), Saint-Orens-de-Gameville (4,9 km), Odars (4,9 km).
Aigrefeuille est limitrophe de quatre autres communes.
|                   | Drémil-Lafage |                           |
| Quint-Fonsegrives | Aigrefeuille  |                           |
| Lauzerville       |               | Sainte-Foy-d'Aigrefeuille |

### Géologie et relief
La superficie de la commune de Sainte-Foy-d'Aigrefeuille est de 462 hectares. Son altitude varie de 151  à   230 mètres.

### Hydrographie

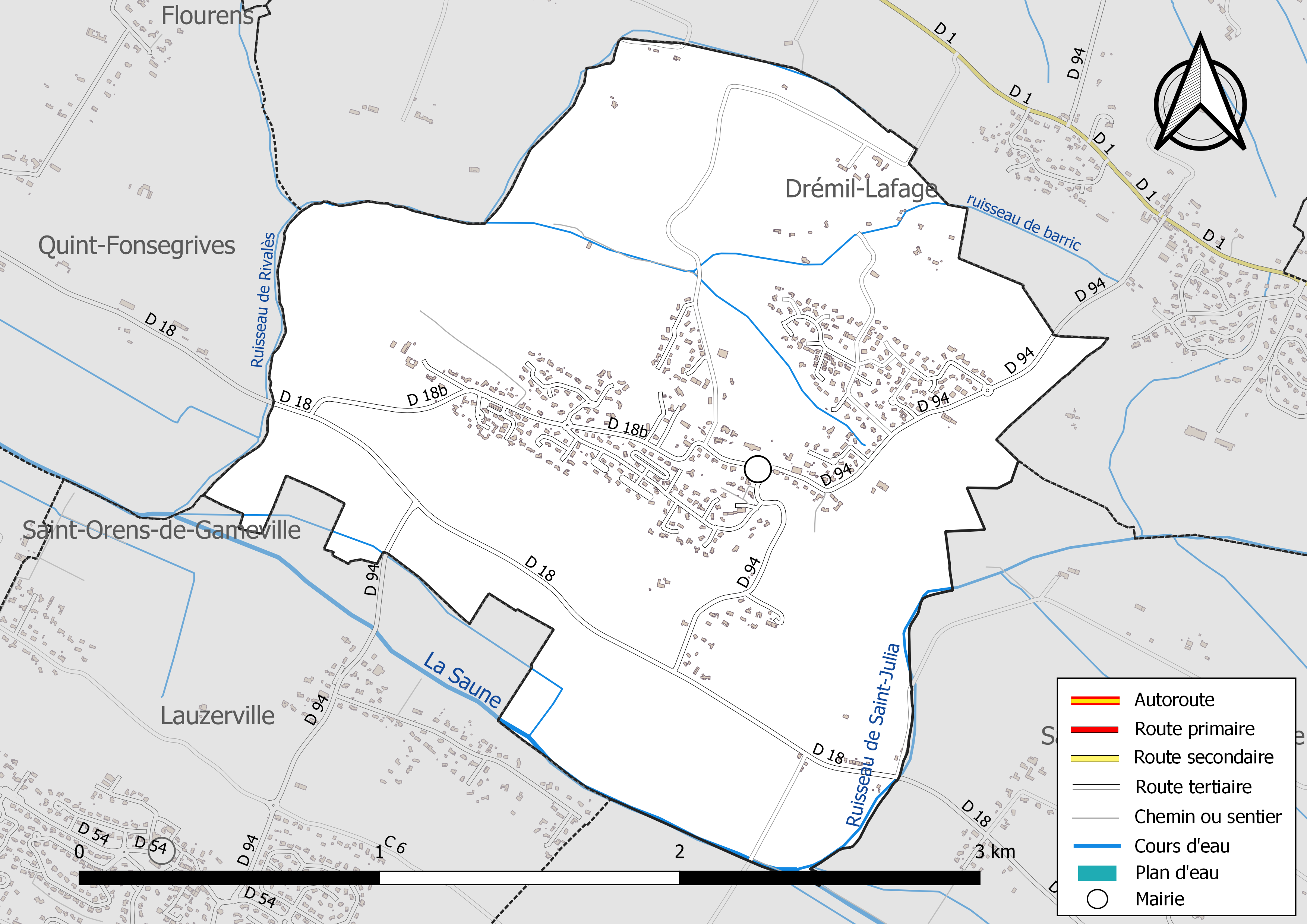
Réseaux hydrographique et routier d'Aigrefeuille.

La commune est dans le bassin versant de la Garonne, au sein du bassin hydrographique Adour-Garonne. Elle est drainée par la Saune, le ruisseau de Saint-Julia, le ruisseau de barric, le ruisseau de Rivalès et par divers petits cours d'eau, constituant un réseau hydrographique de 6 km de longueur totale,.
La Saune, d'une longueur totale de 31,8 km, prend sa source dans la commune de Vaux et s'écoule vers le sud-est. Elle traverse la commune et se jette dans l'Hers-Mort à Toulouse, après avoir traversé 18 communes.

### Climat
Pour des articles plus généraux, voir Climat de l'Occitanie et Climat de la Haute-Garonne.
En 2010, le climat de la commune est de type climat du Bassin du Sud-Ouest, selon une étude s'appuyant sur une série de données couvrant la période 1971-2000. En 2020, Météo-France publie une typologie des climats de la France métropolitaine dans laquelle la commune est exposée à un climat océanique altéré et est dans la région climatique Aquitaine, Gascogne, caractérisée par une pluviométrie abondante au printemps, modérée en automne, un faible ensoleillement au printemps, un été chaud (19,5 °C), des vents faibles, des brouillards fréquents en automne et en hiver et des orages fréquents en été (15 à 20 jours).
Pour la période 1971-2000, la température annuelle moyenne est de 13,2 °C, avec une amplitude thermique annuelle de 15,7 °C. Le cumul annuel moyen de précipitations est de 733 mm, avec 9,4 jours de précipitations en janvier et 5,4 jours en juillet. Pour la période 1991-2020, la température moyenne annuelle observée sur la station météorologique la plus proche, située sur la commune de Ségreville à 15 km à vol d'oiseau, est de 13,4 °C et le cumul annuel moyen de précipitations est de 747,6 mm,. Pour l'avenir, les paramètres climatiques de la commune estimés pour 2050 selon différents scénarios d’émission de gaz à effet de serre sont consultables sur un site dédié publié par Météo-France en novembre 2022.

### Milieux naturels et biodiversité

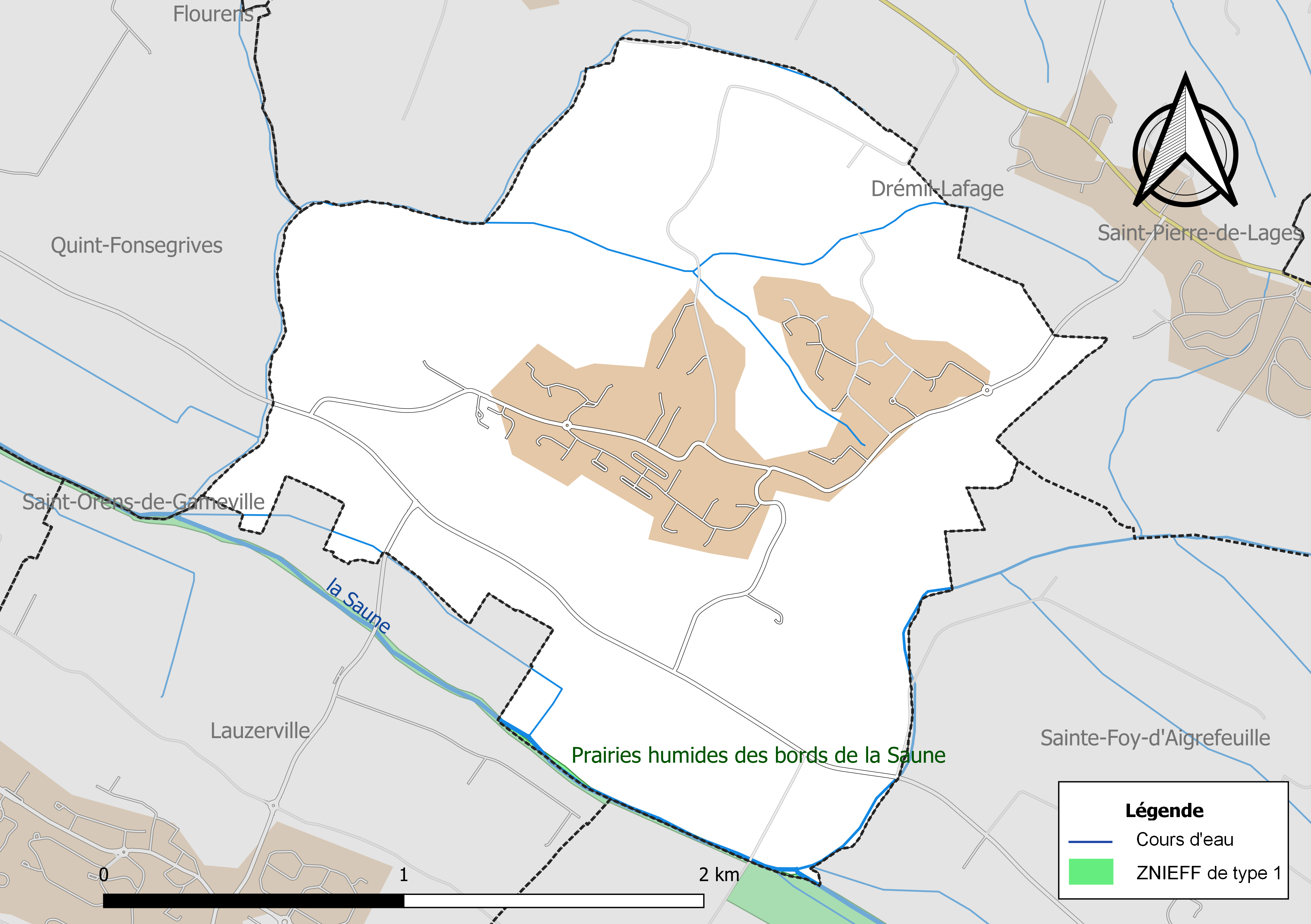
Carte de la ZNIEFF de type 1 localisée sur la commune.

L’inventaire des zones naturelles d'intérêt écologique, faunistique et floristique (ZNIEFF) a pour objectif de réaliser une couverture des zones les plus intéressantes sur le plan écologique, essentiellement dans la perspective d’améliorer la connaissance du patrimoine naturel national et de fournir aux différents décideurs un outil d’aide à la prise en compte de l’environnement dans l’aménagement du territoire.
Une ZNIEFF de type 1 est recensée sur la commune :
les « prairies humides des bords de la Saune » (47 ha), couvrant 5 communes du département.

## Urbanisme

### Typologie
Au 1er janvier 2024, Aigrefeuille est catégorisée ceinture urbaine, selon la nouvelle grille communale de densité à sept niveaux définie par l'Insee en 2022.
Elle est située hors unité urbaine. Par ailleurs la commune fait partie de l'aire d'attraction de Toulouse, dont elle est une commune de la couronne,. Cette aire, qui regroupe 527 communes, est catégorisée dans les aires de 700 000 habitants ou plus (hors Paris),.

### Occupation des sols

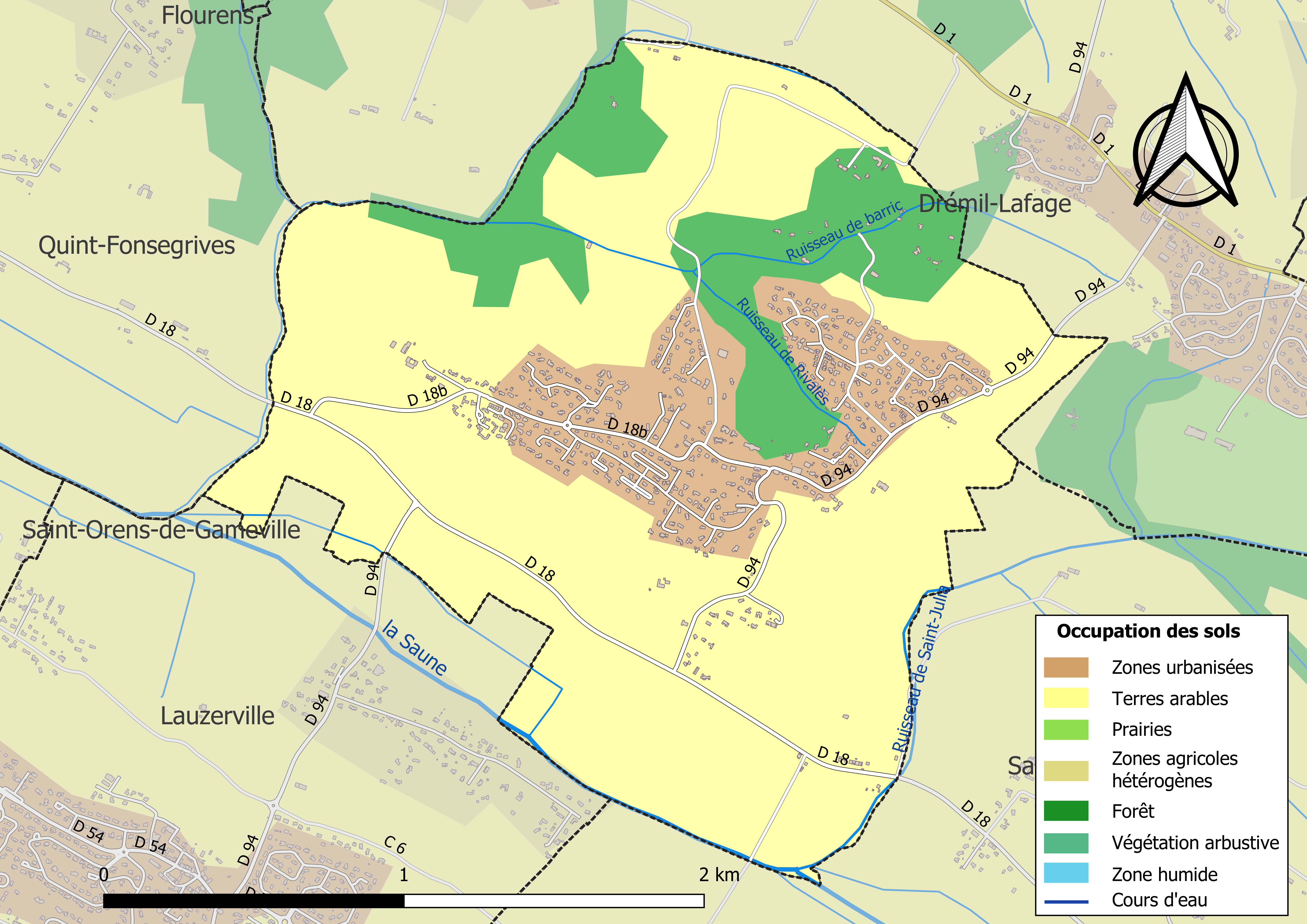
Carte des infrastructures et de l'occupation des sols de la commune en 2018 (CLC).

L'occupation des sols de la commune, telle qu'elle ressort de la base de données européenne d’occupation biophysique des sols Corine Land Cover (CLC), est marquée par l'importance des territoires agricoles (68,3 % en 2018), en diminution par rapport à 1990 (74,9 %). La répartition détaillée en 2018 est la suivante : 
terres arables (68,2 %), zones urbanisées (17 %), forêts (14,7 %), zones agricoles hétérogènes (0,1 %). L'évolution de l’occupation des sols de la commune et de ses infrastructures peut être observée sur les différentes représentations cartographiques du territoire : la carte de Cassini (XVIIIe siècle), la carte d'état-major (1820-1866) et les cartes ou photos aériennes de l'IGN pour la période actuelle (1950 à aujourd'hui).

### Voies de communication et transports
Une ligne du réseau Tisséo permet de relier la commune à Toulouse et aux communes voisines :
- la ligne 104 part de Balma Ribaute jusqu'au centre de la commune ;
- la ligne 106 part de Balma - Gramont jusqu'au centre de la commune.

### Risques majeurs
Le territoire de la commune d'Aigrefeuille est vulnérable à différents aléas naturels : météorologiques (tempête, orage, neige, grand froid, canicule ou sécheresse), inondations et séisme (sismicité très faible). Un site publié par le BRGM permet d'évaluer simplement et rapidement les risques d'un bien localisé soit par son adresse soit par le numéro de sa parcelle.
Certaines parties du territoire communal sont susceptibles d’être affectées par le risque d’inondation par débordement de cours d'eau, notamment la Saune. La commune a été reconnue en état de catastrophe naturelle au titre des dommages causés par les inondations et coulées de boue survenues en 1982, 1996, 1999, 2000, 2009 et 2018,.

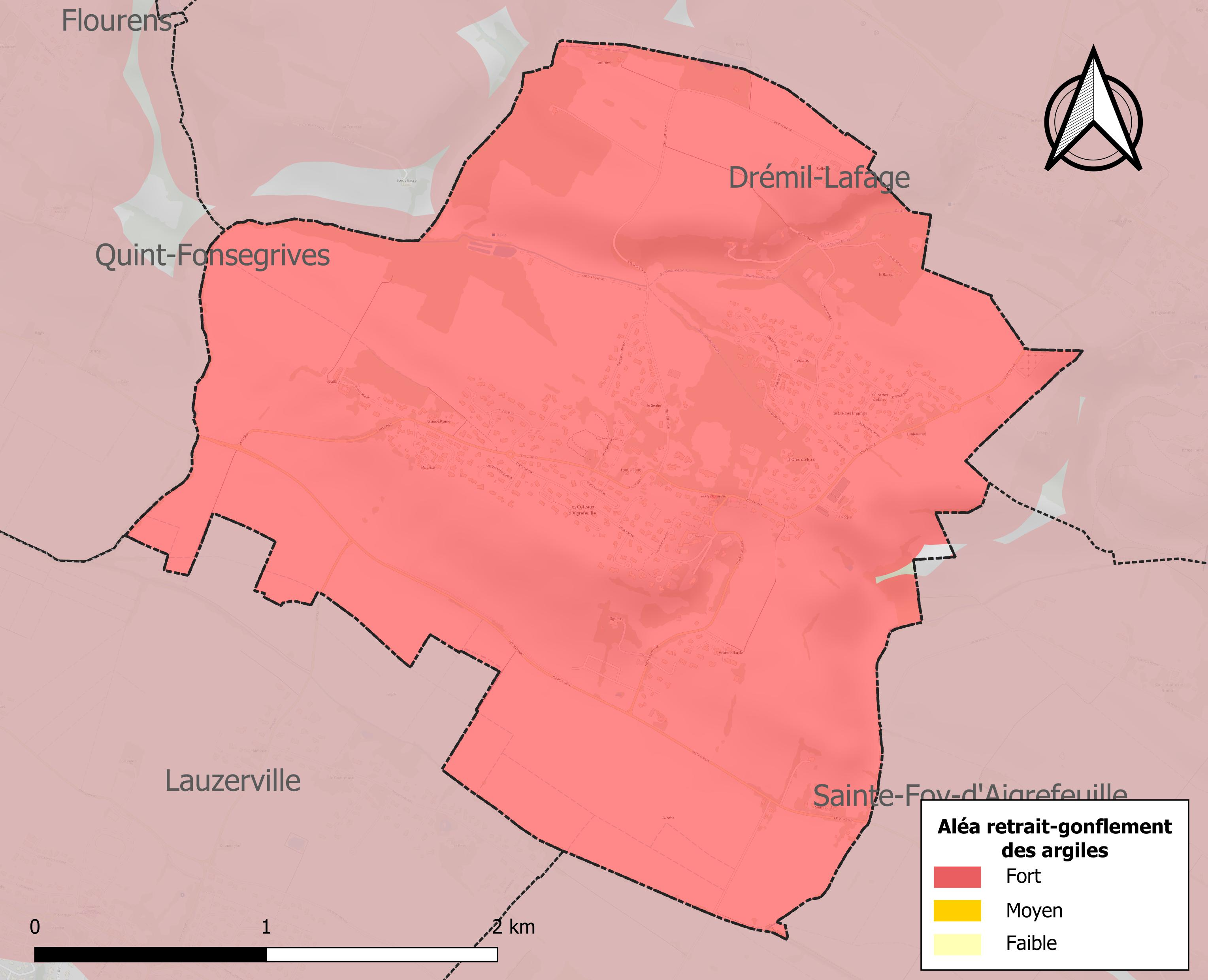
Carte des zones d'aléa retrait-gonflement des sols argileux d'Aigrefeuille.

Le retrait-gonflement des sols argileux est susceptible d'engendrer des dommages importants aux bâtiments en cas d’alternance de périodes de sécheresse et de pluie. 99,9 % de la superficie communale est en aléa moyen ou fort (88,8 % au niveau départemental et 48,5 % au niveau national). Sur les 429 bâtiments dénombrés sur la commune en 2019, 429 sont en aléa moyen ou fort, soit 100 %, à comparer aux 98 % au niveau départemental et 54 % au niveau national. Une cartographie de l'exposition du territoire national au retrait gonflement des sols argileux est disponible sur le site du BRGM,.
Par ailleurs, afin de mieux appréhender le risque d’affaissement de terrain, l'inventaire national des cavités souterraines permet de localiser celles situées sur la commune.
Concernant les mouvements de terrains, la commune a été reconnue en état de catastrophe naturelle au titre des dommages causés par la sécheresse en 2003, 2011 et 2017 et par des mouvements de terrain en 1999.

## Toponymie
Le nom d’Aigrefeuille est la francisation de l'occitan Grefelhe au Moyen Âge, nom conservé d'ailleurs par le village jusqu'au XIXe siècle.
Forme féminine, sans doute issue du pluriel acrifolia issu du bas latin acrifolium (cf. italien agrifoglio, houx), a vu sa finale se confondre avec le produit de folia, pluriel de folium, « feuille », et subit cette influence dans la francisation du toponyme. L'ancien occitan agrefól, mod. grefuèlh signifie précisément houx. Le nom d'aigrefeuille pour « houx » existe aussi sous cette forme à l'extrême sud du domaine d'oïl, mais est inconnu au nord, où seul prévaut le nom d'origine germanique : houx.

## Politique et administration

### Administration municipale
Le nombre d'habitants au recensement de 2017 étant compris entre 500 habitants et 1 499 habitants, le nombre de membres du conseil municipal pour l'élection de 2020 est de quinze,.

### Rattachements administratifs et électoraux
La commune fait partie de la dixième circonscription de la Haute-Garonne, de Toulouse Métropole et du canton d'Escalquens (avant le redécoupage départemental de 2014, Aigrefeuille faisait partie de l'ex-canton de Lanta).

### Liste des maires
| Période                                  | Période   | Identité             | Étiquette | Qualité                     |
| ---------------------------------------- | --------- | -------------------- | --------- | --------------------------- |
| Les données manquantes sont à compléter. |           |                      |           |                             |
| mars 2001                                | juin 2004 | Christophe Gil       | DVG       | démission en 2004           |
| juin 2004                                | mars 2008 | Geneviève Tangoletto | DVG       |                             |
| mars 2008                                | mai 2020  | Brigitte Calvet      | PS        | Déléguée de circonscription |
| mai 2020                                 | En cours  | Christian André      | DVG       |                             |

## Population et société

### Démographie
L'évolution du nombre d'habitants est connue à travers les recensements de la population effectués dans la commune depuis 1793. Pour les communes de moins de 10 000 habitants, une enquête de recensement portant sur toute la population est réalisée tous les cinq ans, les populations de référence des années intermédiaires étant quant à elles estimées par interpolation ou extrapolation. Pour la commune, le premier recensement exhaustif entrant dans le cadre du nouveau dispositif a été réalisé en 2005.

En 2022, la commune comptait 1 326 habitants, en évolution de +5,57 % par rapport à 2016 (Haute-Garonne : +8,02 %, France hors Mayotte : +2,11 %).
| 1793 | 1800 | 1806 | 1821 | 1831 | 1836 | 1841 | 1846 | 1851 |
| ---- | ---- | ---- | ---- | ---- | ---- | ---- | ---- | ---- |
| 125  | 112  | 150  | 136  | 158  | 166  | 165  | 165  | 156  |

| 1856 | 1861 | 1866 | 1872 | 1876 | 1881 | 1886 | 1891 | 1896 |
| ---- | ---- | ---- | ---- | ---- | ---- | ---- | ---- | ---- |
| 156  | 160  | 155  | 145  | 146  | 126  | 126  | 121  | 134  |

| 1901 | 1906 | 1911 | 1921 | 1926 | 1931 | 1936 | 1946 | 1954 |
| ---- | ---- | ---- | ---- | ---- | ---- | ---- | ---- | ---- |
| 119  | 116  | 116  | 93   | 89   | 106  | 107  | 98   | 103  |

| 1962 | 1968 | 1975 | 1982 | 1990 | 1999 | 2005 | 2006 | 2010  |
| ---- | ---- | ---- | ---- | ---- | ---- | ---- | ---- | ----- |
| 99   | 124  | 135  | 172  | 245  | 577  | 800  | 812  | 1 077 |

| 2015  | 2020  | 2022  | - | - | - | - | - | - |
| ----- | ----- | ----- | - | - | - | - | - | - |
| 1 216 | 1 271 | 1 326 | - | - | - | - | - | - |

| selon la population municipale des années : | 1968 | 1975 | 1982 | 1990 | 1999 | 2006 | 2009 | 2013 |
| Rang de la commune dans le département      | 390  | 432  | 371  | 289  | 195  | 178  | 162  | 150  |
| Nombre de communes du département           | 592  | 582  | 586  | 588  | 588  | 588  | 589  | 589  |

### Enseignement
Aigrefeuille fait partie de l'académie de Toulouse.
L'éducation est assurée sur la commune par groupe scolaire : maternelle et par le primaire.

### Santé
Infirmiers, kinésithérapeute, médecin,

### Culture et festivités
Comité des fêtes, salle des fêtes, foyer rural.

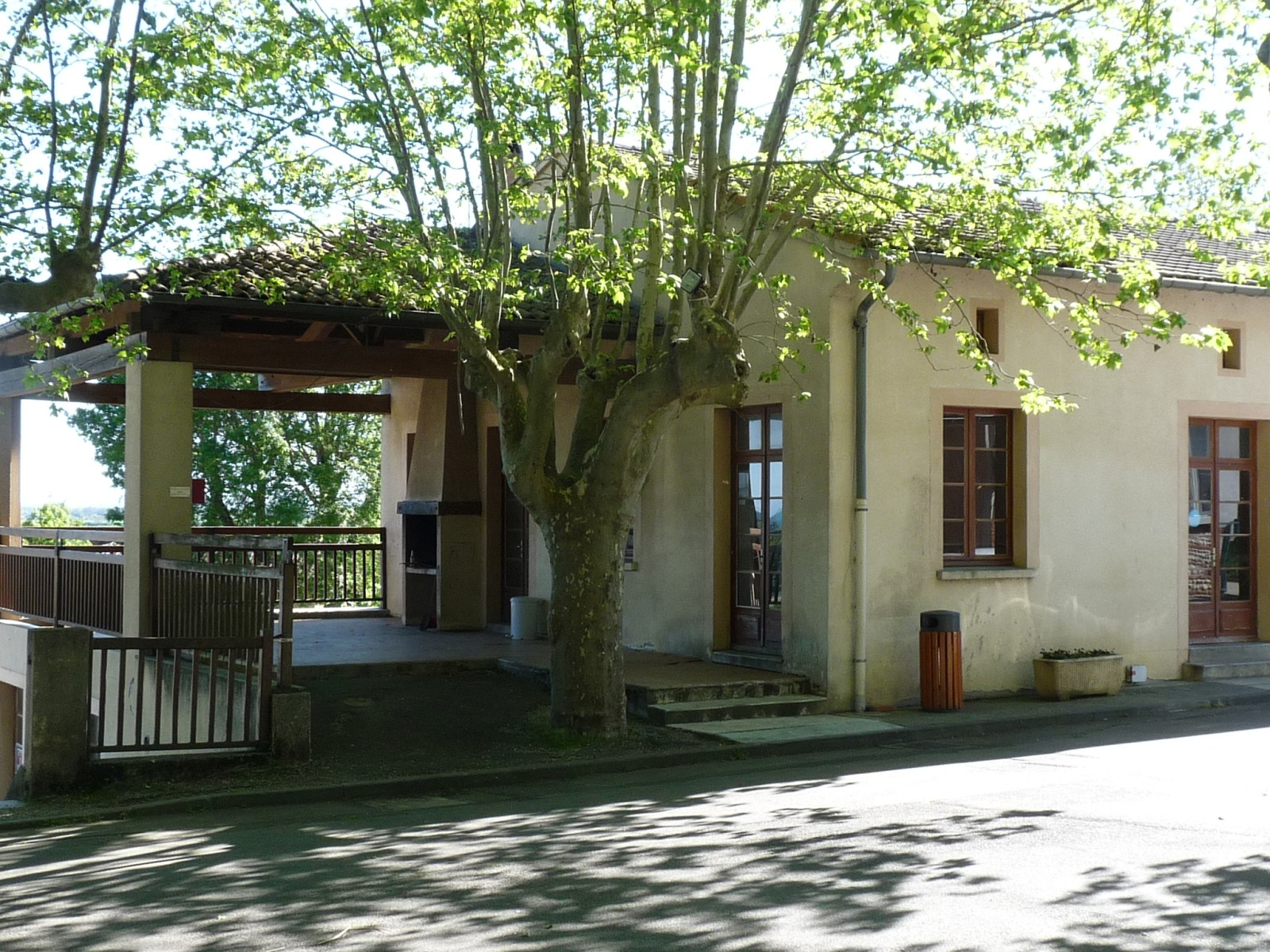
La salle des fêtes.

### Activités sportives
Chasse, tennis, pétanque,
Éducatif rugby rattaché à Castanet et st orens
En entente avec st Foy sur un projet de rugby touch
Le club de break dance/Zumba D' Aigrefeuille est le premier club du célèbre breakeur B-Boy stag Y aire qui représentera la France aux JO de paris 2024

### Écologie et recyclage
La collecte et le traitement des déchets des ménages et des déchets assimilés ainsi que la protection et la mise en valeur de l'environnement se font dans le cadre de la métropole de Toulouse Métropole.

## Économie

### Revenus
En 2018  (données Insee publiées en septembre 2021), la commune compte 436 ménages fiscaux, regroupant 1 303 personnes. La médiane du revenu disponible par unité de consommation est de 31 030 € (23 140 € dans le département).

### Emploi
|                | 2008  | 2013  | 2018  |
| -------------- | ----- | ----- | ----- |
| Commune        | 4,6 % | 5,8 % | 4,2 % |
| Département    | 7,7 % | 9,6 % | 9,3 % |
| France entière | 8,3 % | 10 %  | 10 %  |

En 2018, la population âgée de 15 à 64 ans s'élève à 905 personnes, parmi lesquelles on compte 80,7 % d'actifs (76,5 % ayant un emploi et 4,2 % de chômeurs) et 19,3 % d'inactifs,. Depuis 2008, le taux de chômage communal (au sens du recensement) des 15-64 ans est inférieur à celui de la France et du département.
La commune fait partie de la couronne de l'aire d'attraction de Toulouse, du fait qu'au moins 15 % des actifs travaillent dans le pôle,. Elle compte 117 emplois en 2018, contre 78 en 2013 et 62 en 2008. Le nombre d'actifs ayant un emploi résidant dans la commune est de 699, soit un indicateur de concentration d'emploi de 16,7 % et un taux d'activité parmi les 15 ans ou plus de 73,3 %.
Sur ces 699 actifs de 15 ans ou plus ayant un emploi, 66 travaillent dans la commune, soit 10 % des habitants. Pour se rendre au travail, 89,2 % des habitants utilisent un véhicule personnel ou de fonction à quatre roues, 4,4 % les transports en commun, 4,2 % s'y rendent en deux-roues, à vélo ou à pied et 2 % n'ont pas besoin de transport (travail au domicile).

### Activités hors agriculture

#### Secteurs d'activités
76 établissements sont implantés  à Aigrefeuille au 31 décembre 2019. Le tableau ci-dessous en détaille le nombre par secteur d'activité et compare les ratios avec ceux du département,.
| Secteur d'activité                                                                                        | Commune | Commune | Département |
| Secteur d'activité                                                                                        | Nombre  | %       | %           |
| --- | ------- | ------- | ----------- |
| Ensemble                                                                                                  | 76      | 100 %   | (100 %)     |
| Industrie manufacturière, industries extractives et autres                                                | 1       | 1,3 %   | (5,7 %)     |
| Construction                                                                                              | 17      | 22,4 %  | (12 %)      |
| Commerce de gros et de détail, transports, hébergement et restauration                                    | 12      | 15,8 %  | (25,9 %)    |
| Information et communication                                                                              | 4       | 5,3 %   | (4,1 %)     |
| Activités financières et d'assurance                                                                      | 3       | 3,9 %   | (3,8 %)     |
| Activités immobilières                                                                                    | 6       | 7,9 %   | (4,2 %)     |
| Activités spécialisées, scientifiques et techniques et activités de services administratifs et de soutien | 19      | 25 %    | (19,8 %)    |
| Administration publique, enseignement, santé humaine et action sociale                                    | 7       | 9,2 %   | (16,6 %)    |
| Autres activités de services                                                                              | 7       | 9,2 %   | (7,9 %)     |

Le secteur des activités spécialisées, scientifiques et techniques et des activités de services administratifs et de soutien est prépondérant sur la commune puisqu'il représente 25 % du nombre total d'établissements de la commune (19 sur les 76 entreprises implantées  à Aigrefeuille), contre 19,8 % au niveau départemental.

#### Entreprises et commerces
Les cinq entreprises ayant leur siège social sur le territoire communal qui génèrent le plus de chiffre d'affaires en 2020 sont : 
- FJ Developpement, activités des sièges sociaux (276 k€)
- Benx, travaux d'installation électrique dans tous locaux (92 k€)
- Algitep, analyses, essais et inspections techniques (86 k€)
- Leroy&Co, avis technique et solution clés en main pour salon de coiffure et toilettage végane (74 k€)
- FC Pro Immo, agences immobilières (58 k€)
- Courticonseil, conseil pour les affaires et autres conseils de gestion (38 k€)

### Agriculture
|               | 1988 | 2000 | 2010 | 2020 |
| ------------- | ---- | ---- | ---- | ---- |
| Exploitations | 9    | 4    | 2    | 2    |
| SAU (ha)      | 380  | 194  | 30   | 228  |

La commune est dans le Lauragais, une petite région agricole occupant le centre-nord du département de la Haute-Garonne. En 2020, l'orientation technico-économique de l'agriculture  sur la commune est la culture de céréales et/ou d'oléoprotéagineuses. Deux exploitations agricoles ayant leur siège dans la commune sont dénombrées lors du recensement agricole de 2020 (neuf en 1988). La superficie agricole utilisée est de 228 ha,,.

## Culture locale et patrimoine

### Lieux et monuments
- Église Saint-Julien, et son clocher-mur à deux étages. Sa cloche datant du XVIe siècle est classée monument historique au titre objet depuis 1914[40].
- Château d'Aigrefeuille : un château de pierres et de briques, bâti au XVIIIe siècle à l'emplacement de l'ancien château seigneurial.
- Maisons de maître : Grailhe, Sipière et Barric.

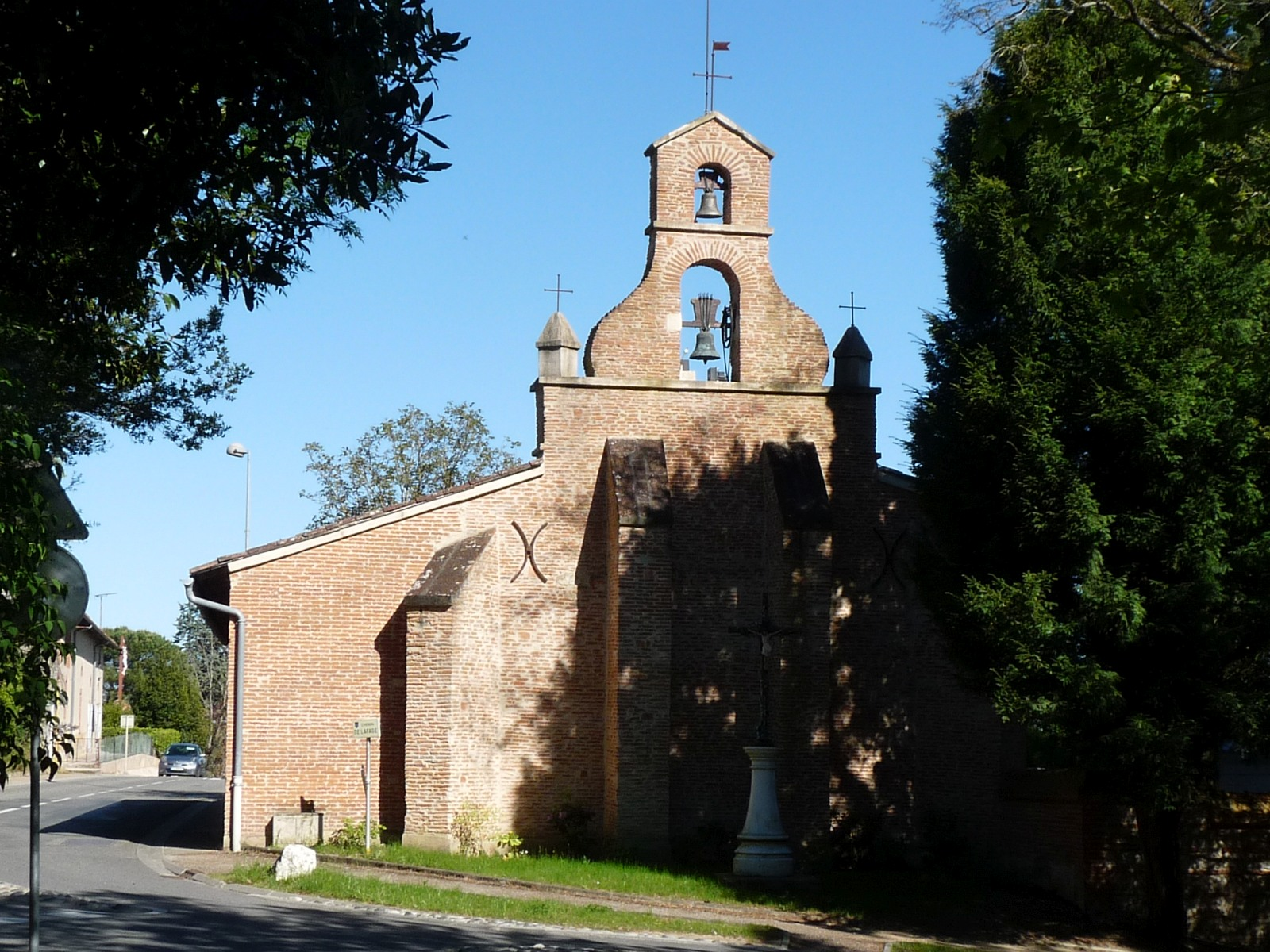
Église Saint-Julien.
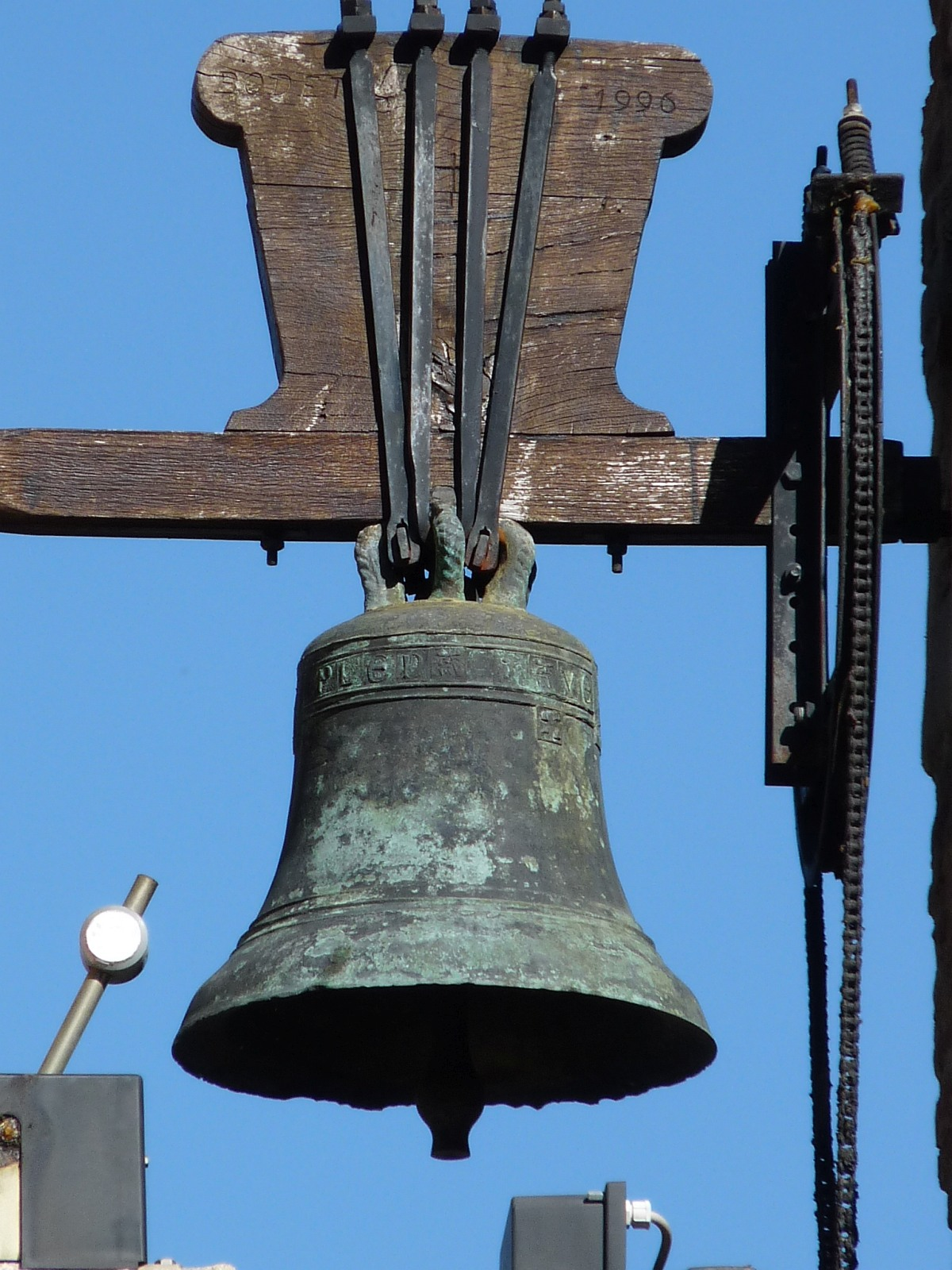
Cloche de l'église.
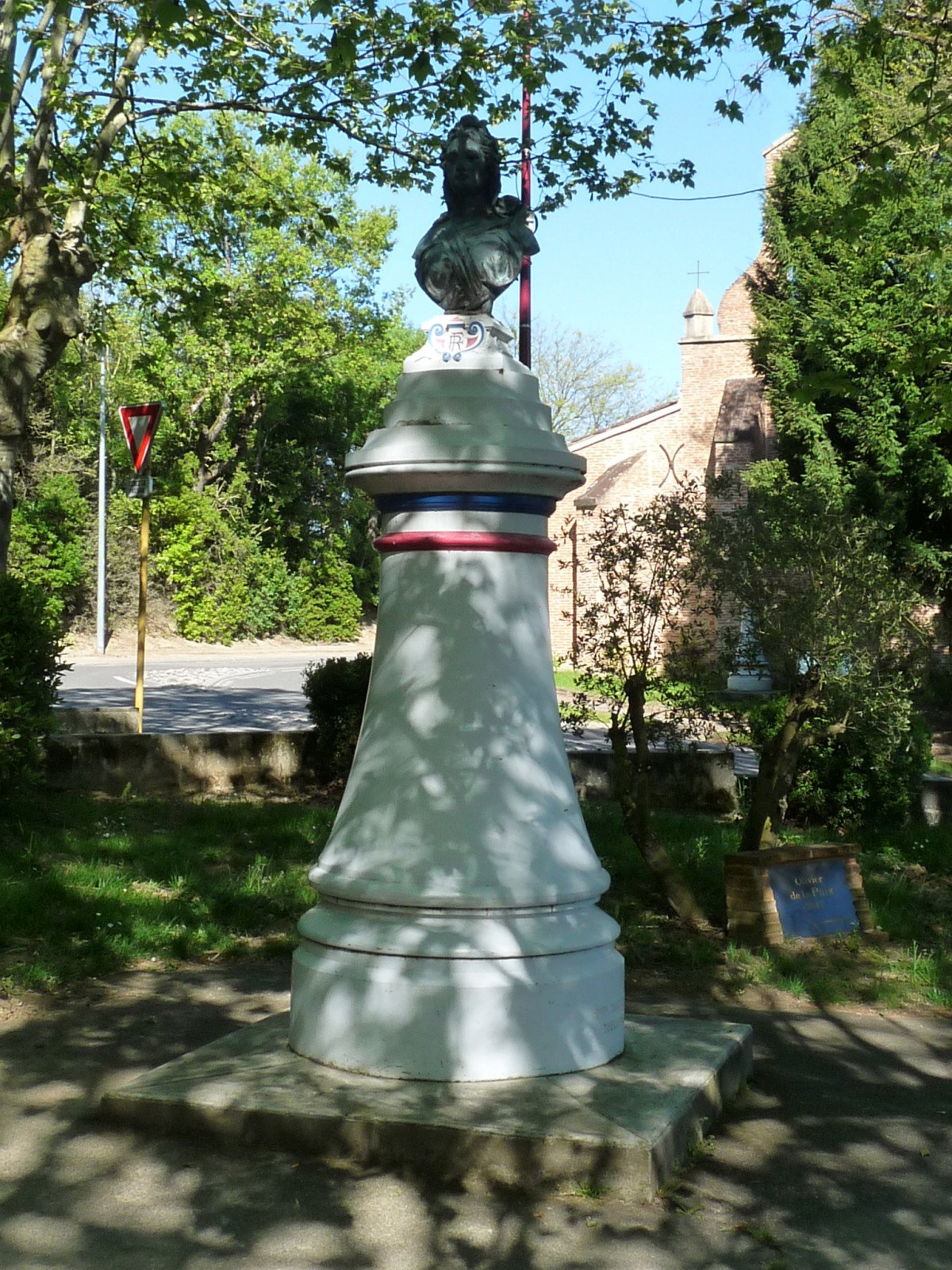
Le monument aux morts.

### Héraldique
| Aigrefeuille | Son blasonnement est : D'azur à trois étoiles d'or, au chef de gueules chargé d'une feuille de houx d'or posée en fasce. |